# Aydin Ates
Aydin Ates es un deportista alemán que compitió en taekwondo. Ganó una medalla de oro en el Campeonato Europeo de Taekwondo de 1994 en la categoría de –54 kg.

## Palmarés internacional
| Campeonato Europeo | Campeonato Europeo | Campeonato Europeo | Campeonato Europeo |
| Año                | Lugar              | Medalla            | Categoría          |
| ------------------ | ------------------ | ------------------ | ------------------ |
| 1994               | Zagreb (Croacia)   | Medalla de oro     | –54 kg             |